# Ondata di calore
Ondata di calore è un film del 1970 diretto da Nelo Risi.

## Trama
Joyce è una giovane donna americana, moglie di un ingegnere tedesco, Alexander Grass, che da anni lavora alla ricostruzione di Agadir, la città del Marocco distrutta dal terremoto del 1960. La sua vita solitaria in casa non sembra essere molto felice: l'atteggiamento paternalistico del marito, le di lui tendenze anormali, come ad esempio il comunicare attraverso nastri registrati hanno fatto di lei, incapace di reagire, una donna frustrata. Un giorno, oppressa dal caldo afoso portato da una violenta tempesta di sabbia, decide di uscire tentando prima di parlare con il dottor Volterra, amico di famiglia, e poi di prendere un aereo per fuggire.
La donna è anche ossessionata dalle improvvise apparizioni di Alì, il giovane amico del marito, che compare in tutti i luoghi che frequenta. Rientrata a casa di buon umore vede dalla finestra una coppia di vicini nuda, e così stuzzicata da questa visione fa entrare in casa Alì, tentando un approccio con lui senza successo. Vedendosi rifiutata lo caccia, e al limite della disperazione tenta di uccidersi avvelenandosi con il gas: il dottor Volterra giunge appena in tempo per salvarla.
Ricoverata in clinica per trovare un poco di pace, viene di nuovo assalita dai suoi incubi e dalle sue angosce. Mentre guarda alla TV uno spettacolo di danze africane, il ritmo ossessivo la inebria inducendola a masturbarsi, ma ha una violenta crisi di nervi. Fuggita con la macchina del dottore si precipita a casa: qui trova la polizia che ha scoperto il cadavere del marito che lei stessa aveva ucciso il giorno prima. Volterra, giunto poco dopo, la accompagna fuori tra le grida della gente e i flash dei fotografi.

## Riconoscimenti
- 1970 – Festival di San Sebastián
  - Concha de Oro